# Coniophora opuntiae
Coniophora opuntiae är en svampart som beskrevs av Tellería 1984. Coniophora opuntiae ingår i släktet Coniophora och familjen Coniophoraceae.   Inga underarter finns listade i Catalogue of Life.